# Lípy na Vyhlídce
Lípy na Vyhlídce jsou památné stromy v Hojsově Stráži na Šumavě. Obě lípy malolisté (Tilia cordata) stojí naproti penzionu Vyhlídka v nadmořské výšce 870 m. Jejich věk je odhadován na 300 a 400 let, obvod jejich kmenů je 630 cm a 523 cm (měření 2003). Chráněny od roku 1985 jako dominanty krajiny, jedna i pro svůj vzrůst.

## Stromy v okolí
- Jezerní jedle
- Stromy u kostela
- Lípa pod čističkou
- Stromy pod čističkou